# Savinac (Bojnik)
Savinac (Bojnik) (em cirílico: Савинац) é uma vila da Sérvia localizada no município de Bojnik, pertencente ao distrito de Jablanica, na região de Pusta Reka. A sua população era de 38 habitantes segundo o censo de 2002.

## Demografia
| 1948 | 1953 | 1961 | 1971 | 1981 | 1991 | 2002 | 2011 |
| ---- | ---- | ---- | ---- | ---- | ---- | ---- | ---- |
| 177  | 158  | 121  | 99   | 82   | 55   | 41   | 38   |